# Dorsifulcrum mus
Dorsifulcrum mus är en fjärilsart som beskrevs av Claude Herbulot 1979. Dorsifulcrum mus ingår i släktet Dorsifulcrum och familjen mätare. Inga underarter finns listade i Catalogue of Life.